# Tombstone (tipografía)

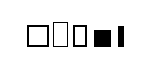
Varias formas del símbolo de fin de demostración.

En matemáticas, el símbolo tombstone, halmos, fin de demostración, o Q.E.D., «■» o «□», es un símbolo usado para denotar el fin de una demostración matemática, en lugar de la tradicional abreviación «Q.E.D.» de la frase en latín quod erat demonstrandum. Está inspirada por la práctica tipográfica de usar símbolos para los cierres de artículos.
En el estándar Unicode, se representa como el carácter U+220E ∎ End of Proof. Su forma gráfica varía entre un cuadrado o rectángulo vacío o lleno.
En AMS-LaTeX, el símbolo se agrega automáticamente al final del entorno «proof» de demostraciones: \begin{proof} ... \end{proof}. También se puede obtener mediante los comandos \qedsymbol, \qedhere o \qed (el último alinea el símbolo a la derecha de la página).
También se le conoce como «símbolo de término de Halmos» o «halmos», por el matemático Paul Halmos, quien lo usó en primer lugar en un contexto matemático en 1950. Halmos se inspiró para su uso en los símbolos tipográficos de revistas que indicaban el final de un artículo. En sus memorias I Want to Be a Mathematician, escribió lo siguiente:

The symbol is definitely not my invention — it appeared in popular magazines (not mathematical ones) before I adopted it, but, once again, I seem to have introduced it into mathematics. It is the symbol that sometimes looks like ▯, and is used to indicate an end, usually the end of a proof. It is most frequently called the 'tombstone', but at least one generous author referred to it as the 'halmos'.

que en castellano sería:

El símbolo definitivamente no es de mi invención: aparecía en revistas populares (no matemáticas) antes que lo adoptara, pero, una vez más, parece que yo lo he introducido en las matemáticas. Es el símbolo que a veces parece ▯, y es usado para indicar un final, usualmente el final de una demostración. Es más frecuentemente llamado «tombstone», pero al menos un autor generoso se refirió a él como «halmos».